# Dupax del Norte
Dupax del Norte est une municipalité de la province de Nueva Vizcaya, aux Philippines.